# Rysk-ortodoxa ärkestiftet i Västeuropa

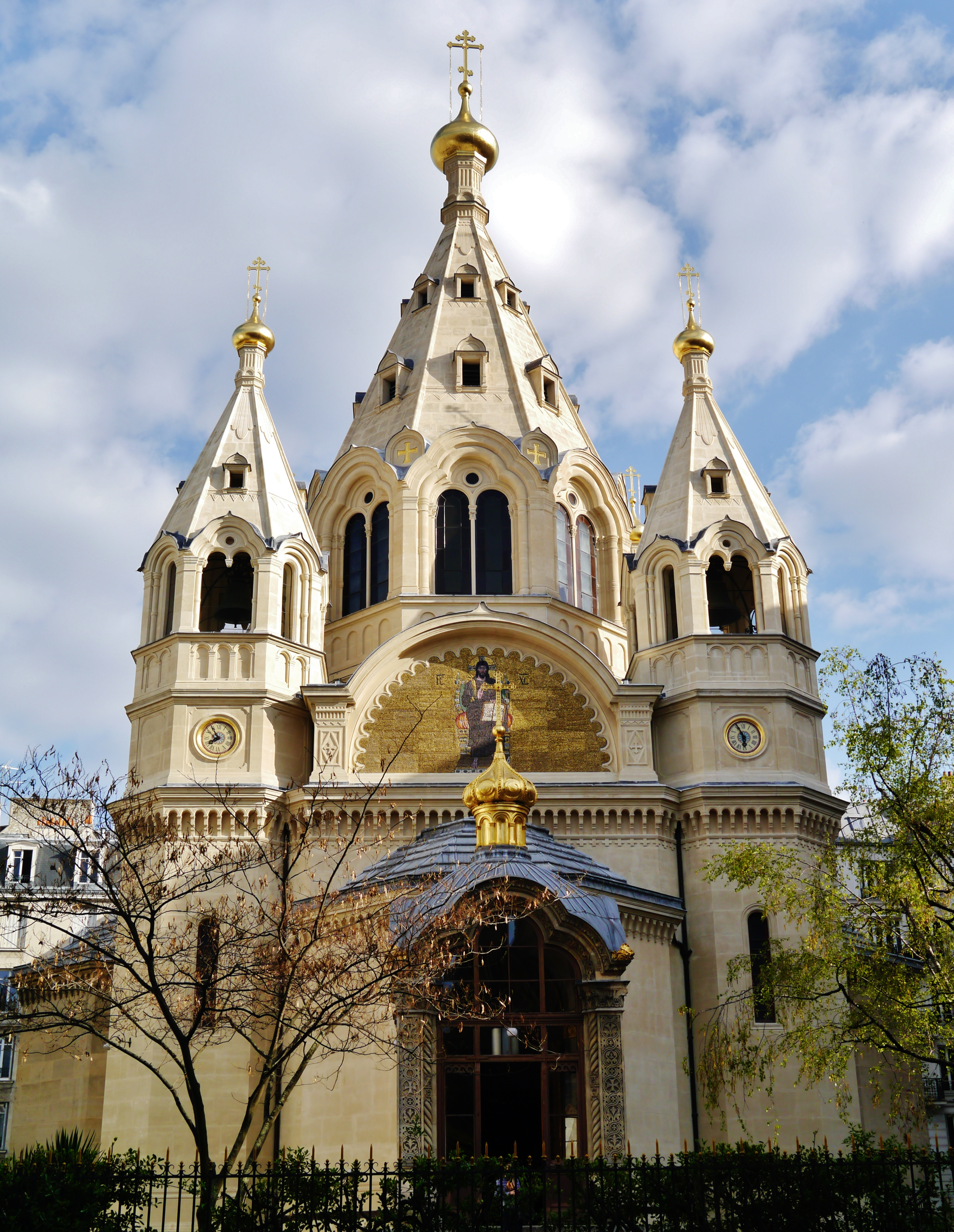
Ärkestiftets domkyrka Alexander Nevskij-katedralen i Paris, april 2017

Rysk-ortodoxa ärkestiftet i Västeuropa (ryska: Архиепископия православных русских церквей в Западной Европе), ofta oegentligt benämnt Parisexarkatet, är ett ryskt-ortodoxt utlandsstift med bas i Frankrikes huvudstad Paris, som samlar församlingar med rötter i Ryssland. 
Sedan sin tillkomst 1921 har ärkestiftet i olika omgångar lytt under Moskvapatriarkatet, Konstantinopels ekumeniska patriarkat och Rysk-ortodoxa kyrkan utanför Ryssland samt under kortare perioder varit helt fristående. Under Konstantinopel har ärkestiftet i två omgångar formellt utgjort ett exarkat, känt som Parisexarkatet. Sedan 2019 tillhör ärkestiftet åter Moskvapatriarkatet. 
Ärkestiftets domkyrka är Alexander Nevskij-katedralen på gatan Rue Daru; vardagligt har ibland hela ärkestiftet och dess ledning benämnts Rue Daru. En viktig institution för ärkestiftet är den teologiska högskolan Saint-Serges institut för ortodox teologi (Institut de théologie orthodoxe Saint-Serge), grundat 1925. 
Ärkestiftet har haft en mindre toppstyrd kultur, bättre anpassad till det moderna Europa än de flesta östortodoxa kyrkor. Man har haft fungerande beslutande församlingar bestående av både präster och lekfolk, på församlings- såväl som på högre nivå, delvis inspirerat av de reformer som Ortodoxa kyrkan i Ryssland diskuterade 1917-18 men aldrig kunde implementera på grund av ryska revolutionen.

## Historia
Ärkestiftet uppstod för att organisera de ryska diaspora-församlingar som under 1800-talet bildades runt om i Västeuropa. Alexander Nevskij-katedralen i Paris, byggd 1861, blev ett viktigt regionalt center för den rysk-ortodoxa kyrkan i väst. Organisatoriskt sorterade församlingarna under metropoliten av Sankt Petersburg.
Den ryska revolutionen 1917 försatte de ryska utlandsförsamlingarna i en svår situation. Det kom stora mängder ryska flyktingar att ta hand om, av samtiden benämnda vita emigranter, samtidigt som kyrkans ledning i Moskva hade svårt att fungera men inte längre hade möjlighet att ekonomiskt stötta utlandsförsamlingar. 1920 skickades Jevlogij Georgijevskij till Västeuropa för att skapa en provisorisk organisation. 1921 fick han status som metropolit av Paris, av metropoliterna Tichon av Moskva och Benjamin av Sankt Petersburg. När Sovjet gjorde det svårare för kyrkan att verka i Ryssland slog sig de flesta av de ryska utlandsförsamlingarna världen över ihop, och bildade den från Moskva fristående Ryska utlandskyrkan, vars europeiska del hade sin bas i Paris.  
1927 försökte Ryska utlandskyrkans ledning på grund av en konflikt byta ut Jevlogij mot en annan biskop, men de flesta av hans församlingar behöll sin lojalitet mot sin biskop. Jevlogij lämnade då Ryska utlandskyrkan, samtidigt med den USA-baserade biskopen Platon av New York. Metropolit Jevlogij återgick till Moskvapatriarkatet och fick sin status som överhuvud för sitt Paris-baserade utlandsstift bekräftad.

### Parisexarkatet
1930 försökte även det Sovjetstyrde Moskvapatriarkatet byta ut metropolit Jevlogij, detta på grund av hans offentliga ställningstaganden och yttranden om hur kristna led under Sovjet-regimen. Resultatet blev att det i Västeuropa till slut fanns tre olika organisationer för rysk-ortodoxa kyrkor: Moskvapatriarkatet, Ryska utlandskyrkan samt det fristående ärkestiftet under Jevlogij. Denne sökte kanoniskt beskydd av Konstantinopels patriark Fotius II. 1931 utsågs Jevlogij av det ekumeniska patriarkatet till exark med provisorisk jurisdiktion över ett likaledes provisoriskt exarkat, bestående av rysk-ortodoxa församlingar i Europa. Exarkatets tillkomst ledde till protester från Moskva, och en serie protester och anklagelser mellan patriarkaten i Moskva och Konstantinopel.

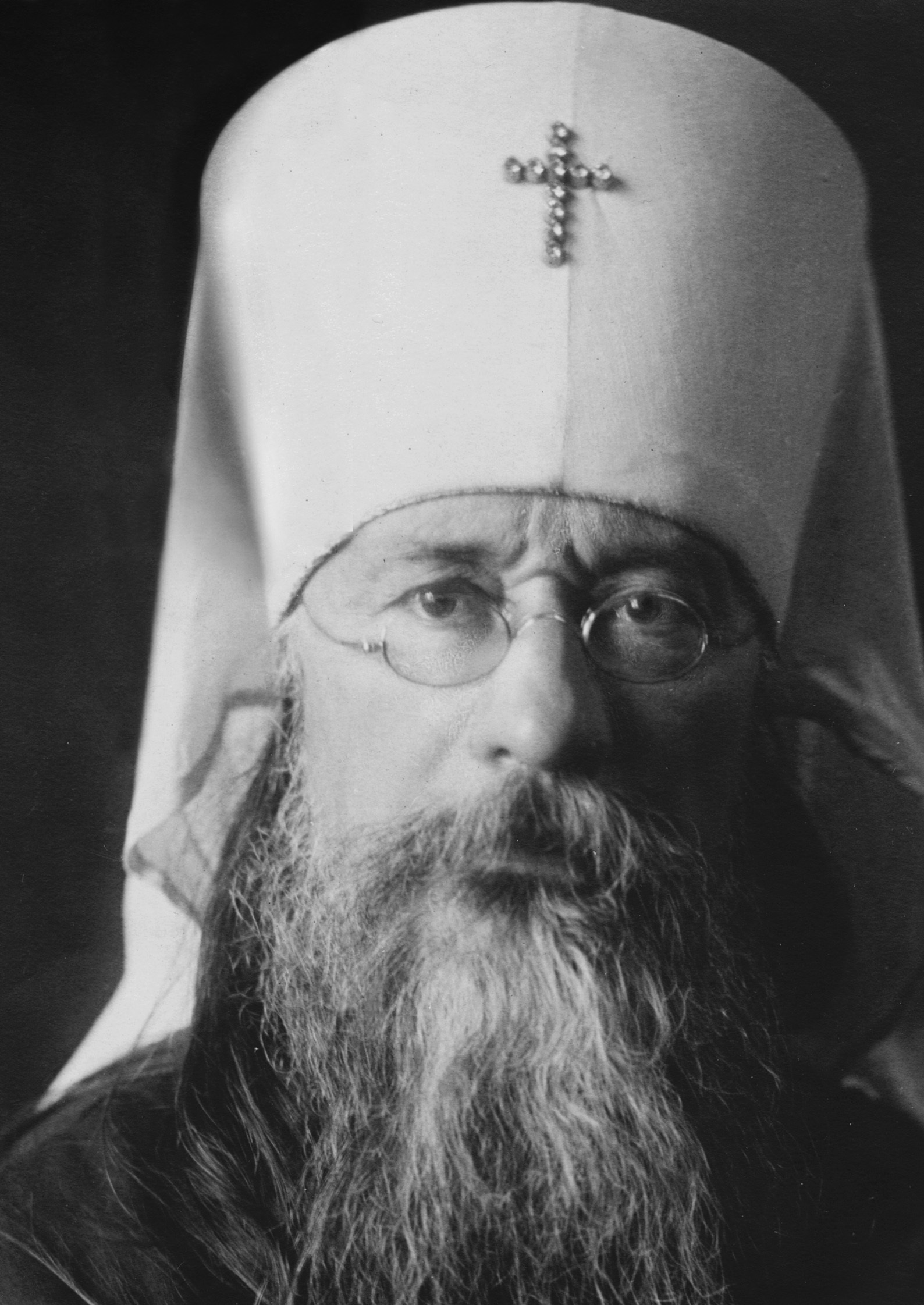
Ärkebiskop Jevlogij, omkring 1920-tal

Jevlogij kom att 1944-1945 ännu en gång leda sina församlingar tillbaka till Moskvapatriarkatet. Efter hans död 1946 återanslöt sig dock största delen av hans gamla ärkestift till Konstantinopel.
1965 stängde ekumeniske patriarken av Konstantinopel Athenagoras I ner exarkatet, med motiveringen att församlingarnas medlemmar nu var ryssättlingar i tredje eller fjärde generationen, väl acklimatiserade i sina nya hemländer samt att många av församlingarna numera till relativt hög andel bestod av konvertiter. Därmed borde de inte egentligen längre borde betraktas som ryska utlandsförsamlingar, och man borde försöka närma sig den basala principen "en biskop per stad", som gäller i den ortodoxa kyrkans hemländer men kraftigt åsidosätts i diasporan med en mångfald av etniska församlingar, alla tillhörande sin tradition under sin biskop från sin hemland. Inom exarkatet gjorde man dock motstånd mot förändringen, och 1971 valde Konstantinopel att erkänna det Parisbaserade ärkestiftets autonomi. 
1999 gjordes en ny omorganisation, då patriark Bartolomaios I av Konstantinopel utdelade en tomos till ärkestiftet som återigen formellt blev ett exarkat. Enligt exarkatet tillkände patriarken därmed ärkestiftet Paris fullständiga autonomi vad gällde administrativa, pastorala och ekonomiska frågor.

### Parisexarkatets upplösning
Efter att det en längre tid kommit signaler om att Konstantinopel önskade att exarkatet skulle stängas ner, och de ingående församlingarna gå in under närmaste biskop som sorterade direkt under Konstantinopels patriarkat fattade Konstantinopel 27 november 2018 beslut om att upplösa exarkatet genom att dra tillbaka sin tomos. 
Ärkestiftet bestod då av omkring 100 församlingar varav 58 i Frankrike, samt två kloster och sju sketen.
Ärkestiftet ansåg dock att Konstantinopel visserligen har makt och rätt att dra tillbaka exarkatet, men inte avskaffa själva ärkestiftet utan dess eget medgivande. Ärkestiftet betraktade sig därför som inte upplöst, och dess ärkebiskop Johannes (Jean Renneteau) har fortsatt att agera som dess ledare. Sedan ärkestiftet via omröstningar först beslutat att inte upplösas utan förbli en enhet och sedan förgäven sökt en jurisdiktion som man kunde enas om att ansluta sig till, anslöt sig ärkebiskop Johannes till Moskvapatriarkatet. I realiteten blev det upp till ärkestiftets församlingar och kloster att själv ta beslut som sin tillhörighet. Biskop Johannes fick en stor andel av sitt gamla ärkestift med sig särskilt från Frankrike. Andra anslöt sig till Konstantinopel, exempelvis ett antal församlingar i England som 2009 lämnat Moskvapatriarkatet för exarkatet, och inte såg Moskva som ett alternativ. Andra sökte sig till ytterligare andra lösningar.
Efter exarkatets upplösning förfogar det nu Moskva-anslutna ärkestiftet fortfarande över sin domkyrka i Paris, Alexander Nevskij-katedralen. Ekumeniska patriarkatet anser dock att ärkestiftet är upplöst, och dess lokala representant metropoliten Emmanuel menar sig ha rätt till kyrkan såsom locum tenens för det upplösta stiftet.

## Ärkestiftets församlingar i Norden
Församlingarna i Norden utgjorde ett prosteri under en prost. 
Sedan exarkatet upplösts anslöt sig Kristi förklarings församling i Överkalix till Jomfru Marias bebudelse i Bergen och Hellige Halvards församling i Oslo till Konstantinopel, via patriarkatets Ortodoxa metropolitdömet Sverige och Skandinavien.
Kristi förklarings kyrka i Stockholm anslöt sig till Bulgarisk-ortodoxa kyrkan via en biskop i Kanada. Detsamma gjorde församlingen Gudsmoders Beskyttelse i Danmark.
Norges äldsta ortodoxa församling, Hellige Nikolai menighet, gick in under Serbiska patriarkatet via biskop Dositej av Skandinavien och Storbritannien, som i Sverige redan har en relativt omfattande verksamhet på folkspråk under namnet Heliga Annas ortodoxa församling.
Församlingarna "Jomfru Marias bebudelse Ortodokse menighet i Bergen" och"Hellige Halvard Ortodokse menighet" i Oslo anslöt sig till Konstantinopel, via patriarkatets Ortodoxa metropolitdömet Sverige och Skandinavien.  År 2020 återvände församlingerna i Bergen och i Oslo till Ärkestiftet.  

## Ärkestiftets biskopar
Det Paris-baserade ärkestiftets överhuvuden har varit biskopar, vilka eftersom de varit biskopar i en stor stad även benämnts metropoliter. Från 1960 bar de ärkebiskops titel. 
- 1921-1946 Jevlogij Georgijevskij (Evlogij av Paris) (en)
- 1946-1959 Vladimir Tichonitskij (Vladimir av Paris) (en)
- 1960-1981 Georgij Tarásov (Georg av Syrakusa) (en)
- 1981-1993 Georg Wagner (Georg av Evdokia) (en)
- 1993-2003 Serge Konovalov (Sergius eller Sergij av Eukarpia) (en)
- 2003-2013 Guido de Vylder (Gabriel av Komana) (en)
- 2013-2015 Job Getcha (Job av Telmessos)
- 2016-2018 Jean Renneteau (Johannes av Chariopoulis, efter övergången till Moskva Johannes av Dubna) (de)